# Kyll
La Kyll est une rivière allemande de 127 km qui coule dans les länder de Rhénanie-du-Nord-Westphalie et de Rhénanie-Palatinat. Elle est un affluent de la Moselle et donc un sous-affluent du Rhin.